# Mohamed Zidan
Pour les articles homonymes, voir Zidane (homonymie).
Mohammed Abdullah Zidan (en arabe : محمد عبد الله زيدان), né le 11 décembre 1981 à Port-Saïd (Égypte), est un footballeur égyptien qui évoluait au poste d'attaquant.

## Biographie
Au mercato d'été 2007, Zidan est transféré à Hambourg, où il signe un contrat de quatre ans. Mais il change une nouvelle fois de club l'année suivante et s'engage en faveur du Borussia Dortmund. 
Au mercato d'hiver 2012 il signe un prêt de six mois avec option d'achat au 1.FSV Mayence 05 où il avait déjà évolué quelques années plus tôt. Il est l'un des artisans du maintien de son club en Bundesliga. Pendant l'été, le club lui propose un contrat jusqu'en 2014 mais Zidan refuse et signe en faveur de Baniyas SC.

## En sélection égyptienne
Lors de la CAN 2008, Zidan marque à deux reprises lors du premier match de son équipe face au Cameroun. Il remporte la CAN 2008 en donnant notamment une passe décisive à son coéquipier AbouTrika.
Lors de la CAN 2010, il est également le passeur décisif pour Geddo lors de la victoire finale de l'Égypte face au Ghana.

## Palmarès
En club
 Borussia Dortmund
- Bundesliga (2) : 2011 et 2012

### En sélection
Égypte
- Vainqueur de la Coupe d'Afrique des nations 2008
- Vainqueur de la Coupe d'Afrique des nations 2010

Individuel
- Meilleur buteur du championnat du Danemark en 2004 avec 19 buts

## Statistiques en Bundesliga
|           |                   |           |               | Championnat | Championnat | Championnat | Coupe nationale | Coupe nationale | Coupe nationale | Coupes d’Europe | Coupes d’Europe |
| Saison    | Club              | Pays      | Division      | Matchs      | Buts        | Assists     | Matchs          | Buts            | Assists         | Matchs          | Buts            |
| --------- | ----------------- | --------- | ------------- | ----------- | ----------- | ----------- | --------------- | --------------- | --------------- | --------------- | --------------- |
| 2004-2005 | Werder Brême      | Allemagne | 1.Bundesliga  | 10          | 2           | 0           | 0               | 0               | 0               | 0               | 0               |
| 2005-2006 | FSV Mayence       | Allemagne | 1.Bundesliga  | 26          | 9           | 3           | 3               | 1               | 0               | 1               | 0               |
| 2006-2007 | Werder Brême      | Allemagne | 1.Bundesliga  | 5           | 1           | 0           | 2               | 1               | 0               | 1               | 0               |
| 2007      | FSV Mayence       | Allemagne | 1.Bundesliga  | 15          | 13          | 1           | 0               | 0               | 0               | /               | /               |
| 2007-2008 | Hambourg SV       | Allemagne | 1. Bundesliga | 21          | 2           | 2           | 4               | 1               | 1               | 9               | 1               |
| 2008-2009 | Borussia Dortmund | Allemagne | 1.Bundesliga  | 29          | 7           | 1           | 1               | 0               | 1               | 1               | 0               |
| 2009-2010 | Borussia Dortmund | Allemagne | 1.Bundesliga  | 27          | 6           | 8           | 3               | 2               | 0               | 0               | 0               |
| 2010-2011 | Borussia Dortmund | Allemagne | 1.Bundesliga  | 8           | 0           | 0           | 0               | 0               | 0               | 1               | 0               |
| 2011-2012 | Borussia Dortmund | Allemagne | 1.Bundesliga  | 2           | 0           | 0           | 0               | 0               | 0               | 1               | 0               |
| 2012      | FSV Mayence       | Allemagne | 1.Bundesliga  | 12          | 7           | 1           | 0               | 0               | 0               | 0               | 0               |
|           |                   |           | Total         | 146         | 45          | 16          | 13              | 5               | 2               | 14              | 1               |